# Mert Girmalegesse
Mert Girmalegesse, auparavant Selim Bayrak (né Shimelis Legese en amharique, né le 30 novembre 1987) est un athlète turc, d'origine éthiopienne, spécialiste des courses de fond.
Il est médaillé d'or à Kaunas lors des Championnats d'Europe espoirs ainsi que la médaille de bronze lors des Jeux méditerranéens à Pescara. Il a participé aux Jeux olympiques 2008. Il représente l'Europe lors de la Coupe continentale d'athlétisme 2010.